# ワシントン誕生日
ワシントン誕生日 (Washington’s Birthday) は、アメリカ合衆国の連邦祝日 (federal holiday) である。
2月22日生まれの初代大統領ワシントンを記念する日だが、現在は2月の第3月曜日となっている（日本でいうハッピーマンデー制度と同じ）。祝日の日付は2月15日から21日までのいずれかとなり、ワシントンの実際の誕生日と重なることはない。

## 大統領の誕生日
非公式に大統領の誕生日 (Presidents' Day) と呼ばれ、2月12日生まれのリンカーンを共に記念する日とされる。ただしいくつかの州では、ワシントン誕生日とは別に2月12日をリンカーン誕生日 (Lincoln's Birthday) として州の祝日にしている。

## 歴史
1880年、ワシントンの実際の誕生日である2月22日として制定された。
1971年の 月曜休日統一法 (Public Law 90-363) により、同年からは現在のように2月第3月曜日となった。この法律の初期の草案は、祝日を「大統領の誕生日」と改名しリンカーンを共に記念する日としていたが、採用されなかった。